# (4372) Quincy
(4372) Quincy ist ein Hauptgürtelasteroid, der am 3. Oktober 1984 vom Oak-Ridge-Observatorium aus entdeckt wurde.
Der Asteroid wurde nach John Quincy Adams, dem 6. Präsidenten der Vereinigten Staaten, benannt.